# Vlag van Tonalá (Jalisco)

Vlag van Tonalá (ratio 4:7)

De vlag van Tonalá, gemeente in de Mexicaanse deelstaat Jalisco, bestaat uit een witte achtergrond met het wapen van Tonalá in het midden; waarbij de hoogte-breedteverhouding van de vlag net als die van de Mexicaanse vlag 4:7 is. De vlag wordt bij officiële evenementen samen met de vlag van Mexico gehesen en bij sommige gelegenheden met de vlag van de staat Mexico.
Het wapen is verdeeld in twee velden, boven is een zon die staat voor tonalli, de dag, onder is een rivier, dan in het tweede veld is een Spanjaard met een inheemse vrouw en aan de andere kant een kruik die staat voor de ambachten die hier worden gemaakt.